# ジョナサン・H・ターナー
ジョナサン・H・ターナー(英語：Jonathan H. Turner　1942年9月7日 - )は、アメリカの社会学者。

## 経歴
1965年カリフォルニア大学サンタバーバラ校で芸術学士号、1968年コーネル大学で博士号を取得。1969年からカリフォルニア大学リバーサイド校教授。彼は古典や現代の社会学者の理論を、自身の表現形式に理論命題として整理するという手法をとった。一方で、感情社会学、社会問題などの研究もある。

## 主な著作
- 『感情の起源 : 自律と連帯の緊張関係』(正岡寛司訳)2007年、明石書店　原題On the origins of human emotions : a sociological inquiry into the evolution of human affect
- 『社会という檻 : 人間性と社会進化』(アレクサンドラ・マリヤンスキーと共著、正岡寛司訳)2009年、明石書店　原題The social cage : human nature and the evolution of society
- 『出会いの社会学 : 対人相互作用の理論展開』(正岡寛司訳)2010年、明石書店　原題Face to face : toward a sociological theory of interpersonal behavior
- 『インセスト : 近親交配の回避とタブー』(アレクサンドラ・マリヤンスキーと共著、正岡寛司・藤見純子訳)2012年、明石書店　原題Incest : origins of the taboo
- 『アメリカのエスニシティ : 人種的融和を目指す多民族国家』(アダルベルト・アギーレ・ジュニアと共著、神田外語大学アメリカ研究会訳)2013年、明石書店
- 『感情の社会学理論 : 社会学再考』(ジャン・E.ステッツと共著、正岡寛司訳)2013年、明石書店　原題The sociology of emotions
- 『中間階級の蜂起 : 高度産業社会における感情の階層化と変動』(正岡寛司・正岡純子訳)2016年、明石書店　原題Revolt from the middle : emotional stratification and change in post-industrial societies
- 『自然選択による人間社会の起源』』(アレクサンドラ・マリヤンスキーと共著、正岡寛司訳)2017年、学文社　原題On the origin of societies by natural selection